# Okręg Białystok Batalionów Chłopskich
VII Białostocki Okręg Batalionów Chłopskich – jednostka organizacyjna Batalionów Chłopskich.
Okręg został utworzony w sierpniu 1942 na terytorium województwa białostockiego.

## Struktura organizacyjna
Na czele okręgu stała jego Komenda Główna. 
- Komendantami głównymi byli kolejno:
  - Mieczysław Błahuszewski
  - Jakub Antoniuk
- Łącznikami komendy byli:
  - Henryk Giedroyć
  - Edmund Giedroyć
- Przewodniczącą Ludowego Związku Kobiet była:
  - Władysława Chylińska

Został podzielony na obwody:
- Obwód Białystok (Komendant Ignacy Gacki, Czesław Znosko)
- Obwód Sokółka (Komendant Bronisław Halinowski)
- Obwód Bielsk Podlaski (Komendant Stanisław Pietrzak)
- Obwód Łomża (Komendant Teofil Kubrak, Feliks Szymański)
- Obwód Augustów (Komendant Stanisław Świątkowski)
- Obwód Grodno (Komendant Alfons Jarocki)
- Obwód Grajewo (Komendant ?)

Później z obwodów Augustów, Sokółka i Grajewo stworzono Podokręg Nadbiebrzński.